# Copris garambae
Copris garambae là một loài bọ cánh cứng trong họ Bọ hung (Scarabaeidae).